# Yajaira (banda)
Yajaira es una banda chilena de rock formada en Santiago en 1995. Su estilo musical se asocia al stoner rock, género que conjuga con elementos de psicodelia, rock clásico, doom y sludge, entre otros. Es considerada por la crítica como una de las bandas más influyentes del rock chileno independiente y del "stoner" latinoamericano (junto con Hielo Negro , Los Natas  y Maligno).

## Integrantes
El grupo estuvo en primera etapa integrado por "Sam" Samuel Maquieira (ex Jusolis) en guitarra y voz, el bajista y vocalista "Comegato" Miguel Montenegró (ex Necrosis y Supersordo), y el baterista "Flecha" Sebastián Arce (ex Jusolis y actual Pánico). Luego ingresaría "Piri" Héctor Latapiat (ex Reabatri, Ébano y R.E.O.) como segunda guitarra y voz, pero que terminaría reemplazando a Sebastián Arce en la batería, quien abandonó el puesto para radicarse en Francia junto a su otra banda, Pánico. 
Actualmente la formación tiene como integrantes a los originales "Sam" y "Comegato" sumando en batería a Rodrigo "Rocko" Millán (Icarus Gasoline, Dead Christine).

## Historia
En sus comienzos Yajaira se encerró a componer temas sobre la base de la improvisación y tras largas sesiones de ensayo en los subterráneos de la Estación Mapocho (clásico espacio en Chile para las bandas), sacaron unos demos que sólo se distribuyeron de mano en mano. Sólo después de un año de ensayo comenzaron las presentaciones en vivo, tocando mucho en Santiago y en el sur de Chile: Concepción, Talca, Temuco y también Valparaíso, donde compartieron escenarios con bandas del under local. Durante este período participaron en la banda sonora de la película "10.7 o el Caso de Monserrat de Amesti", del realizador Marcos Henríquez y en el cortometraje "Bukowski Bar" del director Ricardo Manke.
Recién en el invierno de 1998 Yajaira entra a grabar en forma independiente lo que sería su primer disco homónimo, con once canciones que reflejaron todo su primer período y sus influencias provenientes del metal, el punk, la psicodelia de los 60 y el rock en general. En este disco participaron músicos invitados como Víbora de Fiskales Ad-Hok en el tema "Camonbeibe". El trabajo logró una amplia difusión radial sobre todo en la antigua Radio Concierto en 1998-1999, además de aparecer en algunos compilados de revistas especializadas de rock como Grinder y otras.
Al poco tiempo la banda incorporó a sus filas al guitarrista Héctor "Piri" Latapiat, proveniente del grupo hardcore R.E.O., en donde participó por tres años. Ya como cuarteto, se presentaron en Central Eléctricade Radio Concierto, programa emitido con la banda tocando en directo para todo el país. En diciembre de 1999 entraron a grabar su segundo disco en los Estudios Sonus de Santiago y después de un largo proceso, finalmente lo lanzan en noviembre de 2000 y lo bautizan como Lento y Real. El álbum contiene 8 temas que fueron tocados en vivo y registrados en formato análogo, siendo editado por el sello independiente Corporación Fonográfica Autónoma (C.F.A.) en cedé y casete y que fue distribuido en Europa y Australia por el sello holandés Freebird Records.
Flecha, el baterista, abandona el barco a finales del 2000 y se radica en Francia. El puesto de baterista lo ocupa Christian McDonald de la banda sureña Hielo Negro, este último además de tocar en vivo graba las baterías del tercera placa de Yajaira "La Ira De Dios", disco grabado y mezclado en septiembre de 2002 en los estudios de la C.F.A. Compuesto por 8 temas dentro de los cuales se incluye un cover del disco Spinettalandia y sus amigos de Luis Alberto Spinetta erróneamente titulado 'Alteración Del Tiempo', ya que después de lanzar el disco se enteraron de que el título real de la canción es 'Era de Tontos' y que estaba compuesta por Pappo.
Durante los meses de octubre y noviembre de 2002 Yajaira viaja a Europa para realizar una gira autoproducida por varias ciudades de Alemania, Holanda y Bélgica, tocando en bares, clubes, casas okupa etc. De vuelta en Chile, "Piri" pasa a ocupar el puesto de baterista y la banda vuelve a sus orígenes como trío.
Los dos máximos exponentes del stoner rock chileno unen fuerzas para editar un disco compartido, es así como Yajaira y Hielo Negro, lanzan un split CD de 5 temas por banda, donde se consagran definitivamente dentro de la escena independiente.
Sonidos Ocultos 95-03 es su quinto álbum, que contiene una compilación de rarezas, temas en vivo, b-sides y un tema nuevo. Así sucede con el extracto de ‘Indecisión’, valioso documento de la primera presentación del grupo en una plaza de Valparaíso, en 1995, y que luego incluyeron en el álbum “La Ira De Dios” (2002). De los comienzos también se rescatan temas de sus primeros demos y de una presentación en vivo en la Escuela de Derecho de la U. de Chile y además de una versión demo de “Camonbeibe”. Este disco da cuenta de las mutaciones de Yajaira, su paso de trío a cuarteto, con la llegada de "Piri", en guitarra y batería alternadamente, más los ocasionales refuerzos de Christian McDonald y Pablo Navarrete, baterista y bajista de Hielo Negro. También figura en la lista de invitados el "Víbora", guitarrista de Fiskales Ad-Hoc, quien acompaña al grupo en ‘10.7’, una de las “joyitas” del álbum rescatada de un trabajo para el cortometraje del mismo nombre. Destacable es también la aparición del tema ‘La Resistencia del Universo’, un gran instrumental de ocho minutos con tintes medio espaciales que había quedado como descarte del álbum “Lento Y Real” (2000).
A 10 años de rock, Yajaira lanza su último trabajo de estudio antes de separarse, titulado “Desolazion”. Con este disco consiguen definitivamente el respeto y la admiración de casi todos los medios y del público ligado al rock. Sólo 5 Temas conforman el track list, por lo que más que un álbum este es un EP de 27 minutos.
Para este nuevo trabajo, Yajaira se alejó del alero del sello C.F.A. con quienes habían editado sus trabajos anteriores, por lo que fue grabada en la Parcela 6B de Huechuraba, en donde se encuentran los estudio FXS de propiedad del Ingeniero Francisco Straub, quien ha trabajado con Lalo Parra, Los Prisioneros, Alberto Plaza y Machuca, por nombrar algunos. La placa fue registrada en el verano de 2005, específicamente en enero. Grabado y producido por Joaquín García (quien ha trabajado con Álvaro Henríquez, 31 minutos, y La Huaika). Con un cuidado box set, un arte en blanco y negro y con un aparente calamar de tentáculos gigantescos, se descubre el arte de la carátula, que estuvo a cargo del mismo "Piri" Latapiat.

## Disolución
Luego de 11 años de vida, el 16 de mayo de 2006, a través de su fotolog anuncian su disolución, para continuar con sus proyectos personales.
Su vocalista y bajista Miguel Montenegro, ex Necrosis y Supersordo, banda nacional de culto; actualmente participa de la agrupación Electrozombies, trío que formó en 2002 junto a Paola y Marcela Zamorano, también participó en el disco del super grupo Bicéfalo en 2014 junto a integrantes de Sangría. El guitarrista, Samuel Maquieira, trabaja actualmente en The Ganjas desde 2001, The Versions desde 2004 y Wild Parade desde 2011, y el baterista Héctor Latapiat continua en Horror Love, trío que formó en septiembre de 2005 junto a Memo Barahona (baterista de Fiskales Ad-Hok) y Jano, exintegrante de R.E.O..
Diez días antes de su separación, el trío actuó en "Grandes Valores del Rock Actual", festival realizado en el Galpón Víctor Jara donde compartieron cartel con Guiso, Hielo Negro, Ramires!, Matorral y Leo Quinteros. El mismo lugar donde celebraron en el 2005 sus diez años de trayectoria y en el que finalmente y sin saberlo, dieron su última presentación en vivo.

## Reunión
El 1 de septiembre de 2007, a más de un año de haberse disuelto, la banda se presentó para un único show de reunión debido a la venida desde Francia de Sebastián Arce. El lugar escogido fue el Club Mist del barrio Suecia en Santiago, en donde Yajaira repasó durante dos horas y media gran parte de su discografía, además de adelantar planes para una nueva compilación de rarezas, junto con la posibilidad de uno que otro show esporádico a futuro.
Desde el año 2010, Yajaira ha anunciado el regreso definitivo, con fechas de conciertos y la noticia de un nuevo disco para finales de año u 2011 en su Myspace.
En 2017 Graban de la mano de Jack Endino "Post Tenebras Lux", lanzándolo en formato CD y vinilo, girando por primera vez desde Punta Arenas a Arica.  
En 2018 lanzan junto a Algo Records un compilado doble que consiste en la reedición de su primera producción homónima que cumpliera 20 años de vida, y un disco un rarezas y versiones antiguas de canciones emblemáticas, incluida la versión extendida de "La Resistencia del Universo".
En 2019 se anuncia el regreso del baterista fundador Sebastián "Flecha Arce", llevando a la fecha un total de 6 presentaciones, desde  la última de ellas en el mítico bar de René, epicentro del underground metropolitano, donde presentaron "Zep", un adelanto de su próximo material discográfico a editarse en 2020.

## Discografía
| Año  | Título                      | Sello                                     | Número de Catálogo     | Notas |
| 1998 | Yajaira                     | Toxic Records / Independiente             | Toxic 1044-4 / 001/002 | Editado en casete por Toxic Records y en CD de manera independiente. Reeditado el 2001 en CD de manera independiente. |
| 2000 | Lento y Real                | Corporación Fonográfica Autónoma (C.F.A.) | C.F.A. 10-2            | Último álbum con Sebastián Arce.                                                                                      |
| 2002 | La Ira de Dios              | Corporación Fonográfica Autónoma (C.F.A.) | C.F.A. 14-2            | Con Christian McDonald de Hielo Negro en batería.                                                                     |
| 2002 | Hielo Negro / Yajaira       | Pilsoca Records                           | PILSOCA 002            | Grabación en estudio de Hielo Negro y registro en vivo de Yajaira.                                                    |
| 2003 | Sonidos Ocultos 95-03       | Corporación Fonográfica Autónoma (C.F.A.) | C.F.A. 2-18            | Compilación de rarezas, temas en vivo y demos más una nueva canción.                                                  |
| 2005 | Desolazion                  | Algo Records                              | ALGO 018               | EP; último álbum del primer período. Héctor Latapiat en batería.                                                      |
| 2012 | Vuelve a Arder              | Activate Discos                           | 001                    | Primer álbum luego de la reunión de la banda.                                                                         |
| 2014 | Antiguos Demonios           | BYM Records                               | BYM039                 | EP, incluye un cover                                                                                                  |
| 2017 | Post Tenebras Lux           | Algo Records                              | ALGO 083               | Grabado por Jack Endino y Pablo Giadach , vuelven al formato trio.                                                    |
| 2018 | Yajaira (Reedición + Demos) | Algo Records                              | ALGO 090               | |